# Gompou
Gompou est un village du Cameroun situé dans la Région du Nord et le département du Faro. Il dépend administrativement de l’arrondissement de Poli, et, au niveau de la chefferie traditionnelle, du lamidat de Mayo Batandje.

## Population
Lors du recensement de 2005, le village comptait 161 habitants, principalement Kolbila.